# 聖書復帰運動

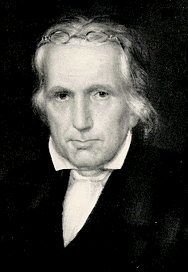
Thomas Campbell

聖書復帰運動（せいしょふっきうんどう、英語: Restoration Movement）は、19世紀初めのアメリカで起こった宗教運動で、第二次大覚醒の影響のもと、展開された。「バートン・キャンベル運動」とも呼ばれる。

## 歴史と思想
聖書復帰運動は、トマス・キャンベルとその息子アレグザンダー・キャンベルが設立した信徒教会グループと、バートン・ストーンが設立したクリスチャン・チャーチとが1832年に合同し、推進した運動である。
ただし、合同される前にも本運動と同趣旨の活動は両団体それぞれで展開されており、合同の結果として出来上がった運動というよりは、合同により運動の方向性が強化されたという点に留意が必要である。両団体の活動の方向性が同じであることから、合同することになった経緯がある。
すでに1809年、トマスが著した『ワシントン・クリスチャン協会の宣言および提言』にも運動の端緒が確認できるように、「教会は聖書に帰らなければならない。イエス・キリストの教会は一つである」のであり、キリストを信じる者は全て、人間の意見や党派が反映された教理・伝統から離れ、聖書（特に新約聖書）のみを重要視することによって回復された、原初的なキリスト教会のもとで一致すべきである、と主張するのがこの運動の趣旨である。